# Звегинцов, Александр Иванович
Алекса́ндр Ива́нович Звегинцов (1869—1915) — русский офицер и путешественник, воронежский земский деятель, член Государственной думы 3-го и 4-го созывов от Воронежской губернии.

## Биография

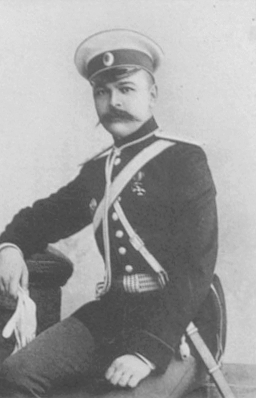
А. И. Звегинцов в бытность кавалергардом

Из старинного дворянского рода. Сын тайного советника Ивана Александровича Звегинцова и жены его Марии Александровны Казаковой. Землевладелец Бобровского уезда (4800 десятин).
Образование получил в Курской гимназии. В 1884 году поступил в Морское училище, которое окончил в 1888 году, с награждением премией имени адмирала Нахимова, и был выпущен мичманом в 8-й флотский экипаж. Совершил плавание на крейсере «Владимир Мономах».
15 февраля 1890 года был прикомандирован к Кавалергардскому полку и 2 августа того же года переведен в полк корнетом. В 1893 году был произведен поручиком. В 1894 году окончил курс двух классов Николаевской академии Генерального штаба по 1-му разряду, после чего, по собственному желанию, был отчислен в полк. С 22 мая 1898 по 6 февраля 1899 года был начальником экспедиции в Северную Корею, за которую был награждён орденом св. Владимира 4-й степени. Результатом экспедиции явились: статьи о Северной Корее в «Известиях Русского географического общества», отдельный доклад «Сельское хозяйство в Северной Корее», а также карта Северной Кореи и статистико-географический обзор страны, составленные в сотрудничестве с бароном Н. А. Корфом. За научные труды был награждён малой серебряной медалью Географического общества.
В 1900 году вышел в отставку с чином ротмистра и поселился в своем воронежском имении, где посвятил себя сельскому хозяйству и земской деятельности. В 1900—1906 годах состоял уполномоченным по сельскохозяйственной части в Воронежской губернии. Опубликовал ряд статей по сельскохозяйственным и земельным вопросам, а также отдельные работы: «Исследование о яичном промысле в Воронежской губернии» и «Справочная книжка по мелиоративному кредиту». Избирался гласным Бобровского уездного (с 1895) и Воронежского губернского (с 1898) земских собраний, почетным мировым судьей по Бобровскому уезду (с 1906). Кроме того, состоял непременным членом уездной землеустроительной комиссии и членом губернской землеустроительной комиссии по избранию. С 1907 года состоял кандидатом Воронежского уездного предводителя дворянства. В 1904—1905 годах под псевдонимом «Кулик» написал ряд статей о флоте, впоследствии изданных в отдельном сборнике «Морские арабески». После провозглашения Октябрьского манифеста стал членом Союза 17 октября, был одним из руководителей Воронежского отдела партии. Состоял действительным членом Русского географического общества. Был англофилом.
В 1907 году был избран членом III Государственной думы от Воронежской губернии. Входил во фракцию октябристов, с 4-й сессии — в группу беспартийных. Состоял секретарем комиссии по государственной обороне, товарищем председателя комиссии по старообрядческим вопросам, а также членом комиссий: сельскохозяйственной, по местному самоуправлению, бюджетной и по хлопководству.
В 1912 году был переизбран в Государственную думу. Был товарищем председателя фракции октябристов, после её раскола входил в группу «Союза 17 октября». Состоял членом комиссий: бюджетной, сельскохозяйственной, по военным и морским делам, и по старообрядческим вопросам. Входил в бюро Прогрессивного блока.
С началом Первой мировой войны добровольно поступил в действующую армию. Состоял старшим адъютантом штаба, а затем начальником разведывательного отделения 3-й армии. 16 мая 1915 года произведен в подполковники. Погиб 2 ноября 1915 года во время воздушной разведки. Похоронен на Новостроящемся (Всесвятском) кладбище в Воронеже.

## Семья
Был женат на фрейлине Екатерине Михайловне Свербеевой (Catherine Zvegintzov; 1879—1948), после революции эмигрировавшей в Англию. Их дети:
- Михаил (Michael Zvegintzov; 1904—1978), окончил Винчестерский колледж и колледж Тела Христова в Оксфорде.
- Мария (Mary Holdsworth; 1908—1978), вдова капитана ВВС Ричарда Холдсворта. Окончила Оксфордский университет, директор колледжа Святой Марии в Дареме.

Екатерина Михайловна в эмиграции составила книгу «Our mother church: her worship and offices», выдержавшую несколько изданий.

## Сочинения
- Северная Корея: Сборник описаний позиций / сост. Корфом и Звегинцовым. — Санкт-Петербург, 1901
- Алфавитный указатель к карте Северной Кореи / А. И. Звегинцов и бар. Н. А. Корф. — Санкт-Петербург, 1904.
- Описание Желтого и Японского морей и Корейского пролива, как районов военных действий. — Санкт-Петербург: Воен.-стат. отд. Гл. штаба, 1904.
- Военный обзор Северной Кореи / Сост. бар. Н. А. Корф и А. И. Звегинцов. — Санкт-Петербург: Воен.-стат. отд. Гл. штаба, 1904.
- Морские арабески. — Санкт-Петербург, 1907.
- Порядок производства дел в английской Палате общин / Кортеней Ильберт; пер. и примеч. чл. Гос. Думы А. И. Звегинцова. — Петроград, 1916.